# Barnabé Brisson (magistrato)
Barnabé Brisson (Fontenay-le-Comte, 1531 – Parigi, 1591) è stato un diplomatico francese.

## Biografia

### Biografia
Giovane giurista, divenne presto avvocato reale e ricoprì importanti ruoli all'interno del fisco. La sua popolarità lo fece presto divenire presidente del Parlamento di Parigi, ma presto fu offuscato dai contrasti civili parigino dell'epoca. Si occupò di diritto romano e redasse importanti opere per lo studio di quest'ultimo.

### Opere
- De verborum quae ad ius pertinent significatione (1558)
- De formulis et sollemnibus Populi Romani verbis libri VIII (Parisiis 1583)